# Rodrigo Janot
Rodrigo Janot Monteiro de Barros ORB (Belo Horizonte, 15 de septiembre de 1956) es un jurista brasileño. Es miembro del Ministerio Público Federal (MPF) desde 1984, donde tuvo el cargo de procurador general de la República de Brasil.

## Carrera;
Rodrigo Janot estudió derecho en la Universidad Federal de Minas Gerais en 1979, donde también hizo una especialización en 1985 y una maestría en 1986. Realizó también, una especialización en la Scuola Superiore di Studi Universitari e di Perfezionamento S. Anna (Pisa, Italia) entre 1987 a 1989.
Actuó como abogado desde 1980 até 1984, cuando ingresó a la carrera funcionaria en el Ministerio Público Federal como procurador. Fue promovido a procurador regional en 1993 y a subprocurador general de la República en 2003. Fue secretario general del MPF desde 2003 a 2005.

### Procurador general de la República
En 2013, fue escogido por la presidenta Dilma Rousseff para sustituir a Roberto Gurgel en el cargo máximo de la Procuraduría General de la República, tomando posesión del cargo el 17 de septiembre de 2013.
Janot venció la elecci+on interna de la Procuraduría para ser reelecto en el cargo en agosto de 2015. Con más de 300 votos de ventaja sobre el segundo colocado, Janot obtuvo 799 votos, 288 votos más que en la elección de 2013.
Dentro de los principales trabajos de Rodrigo Janot en la Procuraduría Geral da República está la Operación Lava Jato, donde ha podido recuperar, a marzo de 2016, más de 4 mil millones de reales.
En junio de 2016, solicitó la prisión, junto al Supremo Tribunal Federal (STF), del presidente del Senado, Renan Calheiros, de los senadores Romero Jucá, el expresidente de la República, José Sarney y del diputado federal Eduardo Cunha, lo que fue considerado como uno de los movimientos más fuertes ejecutados por el Ministerio Público. La petición fue negada por el ministro del STF, Teori Zavascki, esa misma semana, por no considerar las grabaciones de Sérgio Machado como un motivo para decretar la prisión. Sin embargo, la petición terminó generando una crisis en las relaciones entre los fiscales y el Senado, en especial con el senador Renan Calheiros, presidente de la Cámara Alta, quien atacó directamente a Janot, indicando que el MPF había perdido el "límite del ridículo" y que la decisión de Janot era "extravagante" Además, se realizaron nuevas peticiones para el alejamiento de Janot de la causa y su impeachment. Como el presidente del Senado es responsable del análisis para recibir dichas peticiones, la crisisentre el MPF y el presidente del Senado se intensificó.
El 19 de diciembre de 2016, Rodrigo Janot entregó al STF los acuerdos de delación compensada de 77 ejecutivos de la empresa constructora Odebrecht, dentro de la operación Lava Jato.

## Cooperación internacional
En marzo de 2016, Rodrigo Janot, y el fiscal general de Suiza, Michael Lauber, se reunieron en Berna para discutir la cooperación entre los dos organismos relacionadas con los desvíos de dinero en Petrobras. De acuerdo con un comunicado suizo, los US$ 70 millones que fueron congelados en ese país a propósito de las investigaciones deben volver a Brasil